# گوستاو هولست

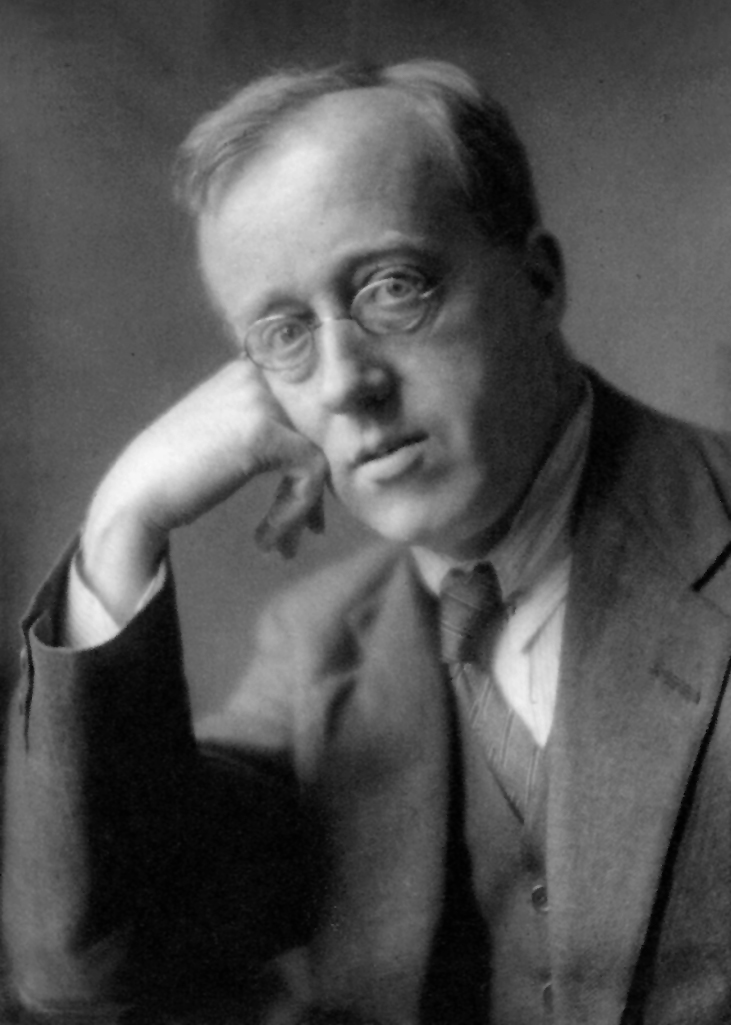
گوستاو هولست

گوستاو هولست (به انگلیسی: Gustav Holst) آهنگساز بریتانیایی در ۲۱ سپتامبر ۱۸۷۴ در چلتنهام به دنیا آمد و در ۲۵ مه ۱۹۳۴ در لندن در گذشت.
هولست در ارکسترهای مختلفی برنامه اجرا نمود. همچنین در کالج‌ها و مدارس لندن تدریس می‌کرد. او نیز شبیه وان ویلیامز، به موسیقی فولکوریک انگلیسی علاقه زیادی داشت و در فعالیت خویش از آهنگسازانی چون ریشارد اشتراوس و ریشارد واگنر الهام گرفت هولست چندین اپرا از جمله احق تمام‌عیار، موسیقی ارکستر مثل سیاره‌ها و سوئیت سنت پاول و آثار کرال مانند سرود عیسی را نوشت .

## برخی از آثار
- سیاره‌ها برای ارکستر
- دو سوئیت برای ارکستر بادی
- هفت آهنگ اسکاتلندی برای پیانو و ارکستر
- فهرست آثار